# Бухбах (Доња Аустрија)
Бухбах општина је у округу Нојенкихен у Аустрији, држава Доња Аустрија. На попису становништва 2011. године, Бухбах је имао 346 становника.

## Географија

### Географски положај
Бухбах се налази у индустријској четврти у Доњој Аустрији. Територија општине покрива површину од 2,29km². Бухбах је окружен планинама Веисјакл (805 m) и Кохлберг (708 m). Терен Бухбаха је на југоистоку раван, а на севорозападу је брдовит. У околини Бухбаха расте углавном мешовита шума.

### Градови са којима се граничи Бухбах
- на северу Приглиц
- на истоку Потшах
- на југу Енценрајт
- на западу Глогниц

### Насеља
У општини Шратенбах спадају следећа два насеља (према статистичким подацима о броју становника из јануара 2017. године):
- Бубхаб (228)
- Лиеслинг (107)

Заједница је подељена на две катастарке општине Бубхаб и Лиеслинг.

## Клима
Подручје Шратенбаха је део хемибореалне климатске зоне. Просечна годишња температу је 8 °C (46 °F) Најтоплији месец је јул, кад је просечна температура 20 °C (68 °F), а најхладнији је јануар са −4 °C (25 °F). Просечна годишња сума падавине је 1074 мм. Највлажнији месец је јул, са просеком од 144 мм падавина, а најсушнији је децембар са 40 мм.

## Религија
Према подацима пописа из 2001. године 81,8% становништва су били римокатолици, 3,1% евангелисти, 2,0% муслимани и 0,3% православци. 12% становништва се изјаснило да нема никакву верску припадност.

## Политика
Градоначелник општине је Дорис Кампихлер, шеф округа Хеиди Спреицхофер.
| Мандат    | Име и презиме          | Занимање                     |
| --------- | ---------------------- | ---------------------------- |
| 1850–1864 | Јохан Швајгер          | Пољопривредник               |
| 1865–1875 | Јохан Восл             | Пољопривредник               |
| 1876–1877 | Франц Доблер           | Пољопривредник               |
| 1878–1888 | Петер Ланг             | Пољопривредник               |
| 1889–1890 | Георг Гаулхофер        | Пољопривредник               |
| 1891–1894 | Петер Ланг             | Пољопривредник               |
| 1895–1900 | Франц Грубер           | Пољопривредник               |
| 1901–1912 | Петер Ланг             | Пољопривредник               |
| 1913–1918 | Франц Грубер           | Пољопривредник               |
| 1919      | Петер Алфонс           | Радник                       |
| 1920      | Јозеф Трејлтер         | Пољопривредник               |
| 1921–1934 | Петер Алфонс           | Радник                       |
| 1934–1938 | Георг Шобер            | Пољопривредник               |
| 1938      | Петер Алфонс (комесар) | Учитељ                       |
| 1938–1945 | Рудолф Кернер          | Пензионер                    |
| 1945–1946 | Готлиб Крауснер        | Радник                       |
| 1946–1960 | Франц Швајгер          | Радник                       |
| 1961–1989 | Карл Фолнхофер         | Службеник                    |
| 1989–2007 | Курт Спреицхофер       | Службеник                    |
| 2008–0    | Дорис Кампихлер        | Радник у локалној самоуправи |

Општинско веће се састоји (њем. Gemeinderat) од 13 места:
- СДПА заузима 8 места
- АНП заузима 5 места